# Charlotta af Hällström-Reijonen
Charlotta af Hällström-Reijonen, född 1970, är en finlandssvensk språkvetare och språkvårdare. 
af Hällström-Reijonen är chefredaktör för tidningen Språkbruk och avdelningsföreståndare för Institutet för de inhemska språken. Hon disputerade 2012 vid Helsingfors universitet med en avhandling om finlandismer och finlandssvensk språkvård. af Hällström-Reijonen har bland annat gett ut Finlandssvensk ordbok (2000) tillsammans med Mikael Reuter, och har arbetat med finlandssvenska ord i 2015 års upplaga av Svenska Akademiens ordlista (SAOL).